# Microlepia × hirtiindusiata
Microlepia × hirtiindusiata là một loài dương xỉ trong họ Dennstaedtiaceae. Loài này được P.S.Wang mô tả khoa học đầu tiên năm 2001.